# Bella Vista, Arkansas
Bella Vista är en stad (town) i Benton County, i delstaten Arkansas, USA. Enligt United States Census Bureau har staden en folkmängd på 27 207 invånare (2011) och en landarea på 115 km².